# Portel (Portogallo)
Portel (puɾ'tɛɫ) è un comune portoghese di 7 109 abitanti situato nel distretto di Évora.

## Società

### Evoluzione demografica
| Popolazione di Portel (1801 – 2004) | Popolazione di Portel (1801 – 2004) | Popolazione di Portel (1801 – 2004) | Popolazione di Portel (1801 – 2004) | Popolazione di Portel (1801 – 2004) | Popolazione di Portel (1801 – 2004) | Popolazione di Portel (1801 – 2004) | Popolazione di Portel (1801 – 2004) | Popolazione di Portel (1801 – 2004) |
| ----------------------------------- | ----------------------------------- | ----------------------------------- | ----------------------------------- | ----------------------------------- | ----------------------------------- | ----------------------------------- | ----------------------------------- | ----------------------------------- |
| 1801                                | 1849                                | 1900                                | 1930                                | 1960                                | 1981                                | 1991                                | 2001                                | 2004                                |
| 4698                                | 5673                                | 8095                                | 10491                               | 11627                               | 8306                                | 7525                                | 7109                                | 7078                                |

## Freguesias
- Alqueva
- Amieira
- Monte do Trigo
- Oriola
- Portel
- Santana
- São Bartolomeu do Outeiro
- Vera Cruz